# Астраханская улица (Тамбов)
Астраха́нская у́лица — одна из первых улиц Тамбова.
Первоначально называлась Кузьминской, по ней проходила дорога в село Кузьмино-Гать. 16 марта 1938 года Кузьминская улица переименована в Астраханскую улицу, а 2 ноября 1963 года Астраханская стала называться улицей Антонова-Овсеенко в честь В. А. Антонова-Овсеенко. В декабре 2002 года снова стала называться Астраханской.
С 80—90-х годов в конце улицы построен микрорайон МЖК.

## Объекты на улице
- Бывший кинотеатр «Спутник»
- Школа № 30 (корпус 1)
- Нефтебаза ЗАО «Тамбов-Терминал», АЗС «Роснефть»
- Отделение почтовой связи Тамбов-5
- Торговый дом «Юг-Торг»
- Торговый центр «Вегас +»
- АЗС «ТНК»
- Расчётно-кассовый центр «Цнинский»